# Durnand
Le Durnand ou Durnant est une rivière de Suisse, dans le canton du Valais, affluent de la Drance.

## Parcours
Torrent sauvage, il prend sa source dans la région du Zennepi et reçoit un premier affluent en provenance de la Pointe Ronde. Après un parcours de 3 km, il est alimenté par la Drance de Champex qui sort du Val d'Arpette et du Val de Champex.
Le Durnand se fraye ensuite un passage dans les gorges du Durnand, longues de 1 km.
L'embouchure de la rivière se trouve à Bovernier à 580 mètres d'altitude.